# Kratylos
Kratylos (klassisk grekiska: Κρατύλος) var under slutet av 500-talet f.Kr. en lärjunge till den grekiske försokratiska filosofen Herakleitos. 
Kratylos arbetade vidare på Herakleitos lära, och utarbetade en mer extrem variant av den. Även om det är tveksamt huruvida Herakleitos verkligen ligger bakom det klassiska citatet om att man inte kan stiga ned i samma flod två gånger, så tycks det däremot vara så att Kratylos hävdade att man inte ens kunde stiga ned i samma flod en gång; vattnet förändras medan man stiger i. 
Om världen är i en sådan konstant förändring att vattenströmmar kan förändras ögonblickligen, så kan även ord det. Följaktligen ansåg Kratylos att kommunikation var omöjlig. Som ett resultat av denna upptäckt avsade sig Kratylos sin förmåga att tala och begränsade sin kommunikation till fingerrörelser. Han förespråkade idén att språk är naturligt snarare än konventionellt. 
Kratylos är mest känd för att han påverkade den unge Platon, och har gett namn till en av hans dialoger, Kratylos. 